# Jenseits des Lebens
Jenseits des Lebens (Originaltitel: Redemption) ist ein US-amerikanisches Filmdrama aus dem Jahr 1930 von Fred Niblo mit John Gilbert und Renée Adorée in den Hauptrollen. Der Film wurde von Metro-Goldwyn-Mayer in einer stummen und in einer vertonten Version produziert. Er basiert auf dem Bühnenstück Der lebende Leichnam von Lew Tolstoi.

## Handlung
In seiner Verschwendungssucht hat Feyda Protasoff den Großteil seines Erbes ausgegeben. Dennoch gewinnt er die Liebe von Lisa, die er seinem Freund Victor Karenin ausspannt. Feyda und Lisa heiraten bald und bekommen ein Kind, aber Feyda hat sein nüchternes häusliches Leben satt und kehrt zurück zu Spiel und Alkohol.
Als seine Spielschulden ihn zwingen, sein Anwesen zu verkaufen, zeigt Victor seine Freundschaft, indem er es zu einem hohen Preis auf einer Auktion kauft. Feyda entfremdet sich bald von seiner Frau und fängt mit seiner ehemaligen Geliebten, der Zigeunerin Mascha, eine Affäre an. In der Hoffnung, eine Scheidung zu beschleunigen, besucht Victor Feyda und bietet ihm Geld an. Feyda heckt mit Maschas Hilfe einen Plan aus, um sich von Lisa trennen zu können, indem er seine Kleider neben einem Fluss zurücklässt und alle glauben lässt, er sei ertrunken. Lisa heiratet daraufhin Victor.
Einige Zeit später, als Feyda betrunken einem Matrosen seine Geschichte erzählt, belauscht ihn ein Mann, Artimiev, und schlägt ihm einen Erpressungsplan vor. Feyda weist Artimiev zurecht, der daraufhin die Polizei ruft, um Feyda wegen Betrugs festzunehmen. Vor einem Richter protestieren Lisa und Victor unter Tränen, dass sie schon vor ihrer Heirat von Feydas Tod überzeugt waren und daher keine Bigamisten sind. Der Richter befragt Feyda, der gesteht, dass er seinen Tod vorgetäuscht hat und Lisa und Victor unschuldig sind. Angesichts der Anklage wegen Betrugs sowie des Wissens, dass er das Glück von Lisa und Victor zerstört, lässt Feyda sich von seinem Freund Petuschkoff vor dem Gerichtssaal eine Waffe bringen und erschießt sich selbst, während er im Sterben nach Mascha ruft.

## Hintergrund
Eine Stummfilmversion wurde vor der Tonversion gedreht. Das Produktionsverzeichnis legt den Starttermin der Dreharbeiten auf den 25. Februar 1929 fest. Laut Presseberichten wollte Regisseur Fred Niblo die Produktionen unverwechselbar machen, anstatt der Stummfilmversion einfach Dialoge hinzuzufügen. Zeitgenössische Quellen deuten darauf hin, dass die Produktion des Films Mitte bis Ende März 1929 begann und zwischen Ende Mai und Mitte Juni 1929 fertiggestellt wurde. Einige Kritiken des veröffentlichten Films deuten darauf hin, dass die lange Verzögerung zwischen der Fertigstellung und der Veröffentlichung des Films auf umfangreiche Umschnitte zurückzuführen sein könnte. Es ist möglich, dass dies auf Unterschiede zwischen der Stumm- und der Dialogversion oder auf nachträgliche Änderungen zurückzuführen sind.
Cedric Gibbons oblag die künstlerische Leitung. Gilbert Adrian war für das Kostümbild zuständig. Verantwortlicher Toningenieur war Douglas Shearer.

## Veröffentlichung
Die Premiere des Films fand am 5. April 1930 statt. 1931 kam er in Österreich in die Kinos.

## Kritiken
Mordaunt Hall bemängelte in der The New York Times, der Film sei kein erfolgreiches Unterfangen, denn die meiste Zeit verbringen Mr. Gilbert und die anderen Schauspieler damit, ihre Zeilen zu deklamieren. Es sei ein Film, in dem die Charaktere selten real seien. Außerdem treten auf überraschende Weise Zufälle auf.
Die Variety beschrieb den Film als langweilig, träge, quälend, ohne erlösende Aspekte.
Der Kritiker des TV Guide sah einen schwerfällig Film, dessen Drehbuch wenig von der moralischen Ironie, die in Tolstois Stück zu finden ist, enthalte und daher wie ein unrealistisches und übertrieben dramatisches Durcheinander wirke.